# Johann Rudolf Sinner (Schriftsteller)

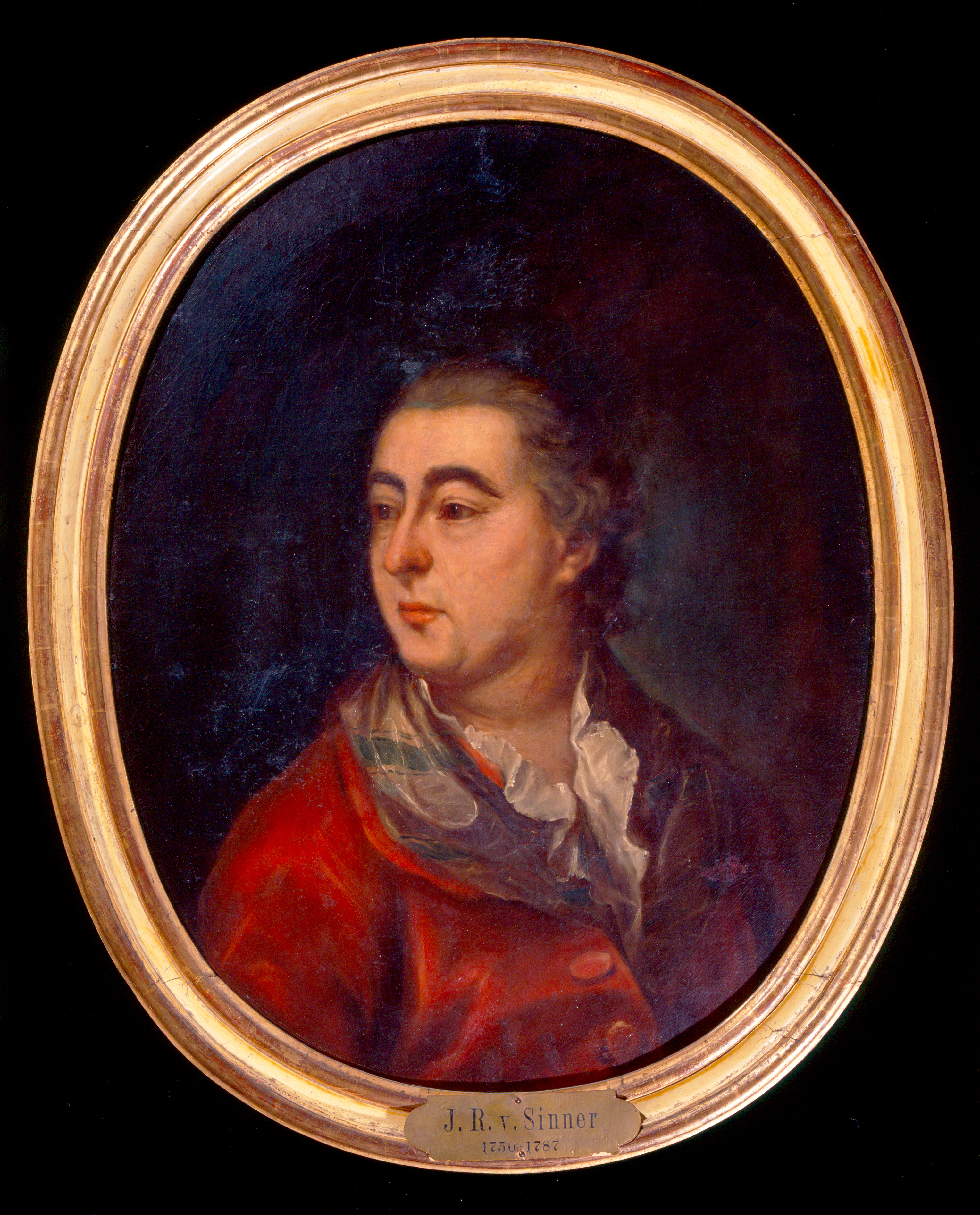
Porträt von Johann Rudolf Sinner, Öl auf Leinwand (um 1780)

Johann Rudolf Sinner (getauft 22. Mai 1730 in Bern; † 1787 in Bern) war ein Schweizer Schriftsteller und Magistrat.

## Biografie
Johann Rudolf Sinner (von Ballaigues), Enkel des gleichnamigen Schultheissen der Stadt und Republik Bern, wurde 1748 auf Empfehlung Albrecht von Hallers zum Oberbibliothekar der Berner Stadtbibliothek gewählt. Durch Heirat mit Louise Emilie de Gingins wurde er Herr zu Ballaigues, was ihm seinen Zunamen einbrachte. Als Mitglied der Ökonomischen Gesellschaft verfasste er mineralogische Abhandlungen und als Oberbibliothekar befasste er sich mit handschriftlichen Quellen und gab 1760 bis 1772 von der Codices-Sammlung des Jacques Bongars den ersten gedruckten Katalog heraus. 1764 wurde er Mitglied des Grossen Rates und 1776 Landvogt nach Erlach. Krankheitshalber musste er 1785 seine Ämter aufgeben und verstarb zwei Jahre später.
Sein Nachlass, der zahlreiche Briefe Voltaires enthält, befindet sich in der Burgerbibliothek Bern.

## Werke
- Catalogus codicum mss. bibliothecae Bernensis. Annotationibus criticis illustratus ... curante J. R. Sinner bibliothecario. Bern 1760–1772. (Bd. 1), (Bd. 2), (Bd. 3)
- Verzeichniss aller geschriebenen Werke, welche die Schweizerische Geschichte angehen und auf der öffentlichen Bibliothek in Bern sich befinden. Bern 1769. Volltext in der Google-Buchsuche
- Voyage historique et littéraire dans la Suisse occidental. 2 Bde., Bern 1781. Band 2 in der Google-Buchsuche
  - Deutsch: Historische und Literarische reise durch das Abendländische Helvetien. Leipzig 1782.
- Berne au XVIIIe siècle, Bern/Neuchâtel 1853. Volltext in der Google-Buchsuche
- Die italiänischen Kriege. Herrn Rudolf Sinners, nunmehr des Grossen Raths, Rede. Gehalten den 23. April 1759. In: Patriotische Reden, gehalten vor dem hochlöblichen aussern Stande der Stadt Bern, Bern 1773, S. 23–56. eingeschränkte Vorschau in der Google-Buchsuche